# حداثة إسلامية

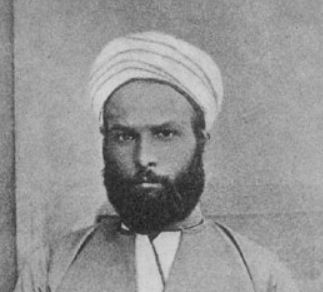
الأستاذ الإمام محمد عبده أحد رموز الحداثة الإسلامية.

الحداثة الإسلامية هي حركة توصف بأنها تحاول التوفيق بين العقيدة الإسلامية وقيم الحداثة الحضارة الغربية مثل القومية، الديمقراطية، حقوق الإنسان، العقلانية، المساواة والتقدمية.
هي عبارة عن إحدى الحركات - بما فيها العلمانية، الإسلام السياسي، والسلفية - التي ظهرت في منتصف القرن التاسع عشر كردة فعل للتغيرات السريعة آنذاك، خاصة الانتشار الواضح للحضارة الغربية والاستعمار في العالم الإسلامي.
تختلف الحداثة الإسلامية عن العلمانية بأنها تؤكد على أهمية الدين في الحياة العامة، بينما تختلف عن جماعة الإخوان المسلمين وحركات الإسلام السياسي بانتمائها إلى مؤسسات، مناهج، وقيم أوروبية التي قامت بمساعدة المحتل بكافة السبل و الوسائل و تسعى لهدم الإسلام من الداخل .